# Pantomallus proletarius
Pantomallus proletarius är en skalbaggsart som först beskrevs av Wilhelm Ferdinand Erichson 1847.  Pantomallus proletarius ingår i släktet Pantomallus och familjen långhorningar. Inga underarter finns listade i Catalogue of Life.